# Kościół św. Barbary w Jaszkowie
Kościół św. Barbary w Jaszkowie – rzymskokatolicki kościół filialny we wsi Jaszkowo, w powiecie śremskim. Należy do dekanatu śremskiego.

## Architektura
Obiekt późnogotycki, z poł. XV wieku. W barokowym ołtarzu głównym widnieją obrazy Trójcy Świętej i świętej Barbary oraz polichromia z 1951 przedstawiająca sceny z życia św. Barbary. Na ścianach znajdują się tablice epitafijne rodziny Szołdrskich z 1750 i 1866.

## Otoczenie
Obok kościoła stoją: kaplica grobowa Szołdrskich z 2. poł. XIX wieku, zbiorowa mogiła pionierek zgromadzenia Służebniczek, dzwonnica z dwoma dzwonami z 1567 i 1663 oraz drewniana plebania, która mieści Izbę Pamięci bł. Edmunda Bojanowskiego.
Od 11 sierpnia 1871 do 11 sierpnia 1930 w świątyni spoczywały szczątki bł. Edmunda Bojanowskiego, o czym informuje tablica pamiątkowa (zostały przeniesione do sarkofagu w przyklasztornej Kaplicy Najświętszego Serca Pana Jezusa w Luboniu-Żabikowie, która w 1999 r. stała się Sanktuarium Bł. Edmunda Bojanowskiego). Błogosławionego upamiętnia też pomnik przy kościele.
W sąsiedztwie kościoła znajduje się też mogiła zbiorowa pionierek zgromadzenia Sióstr Służebniczek.